# RWE

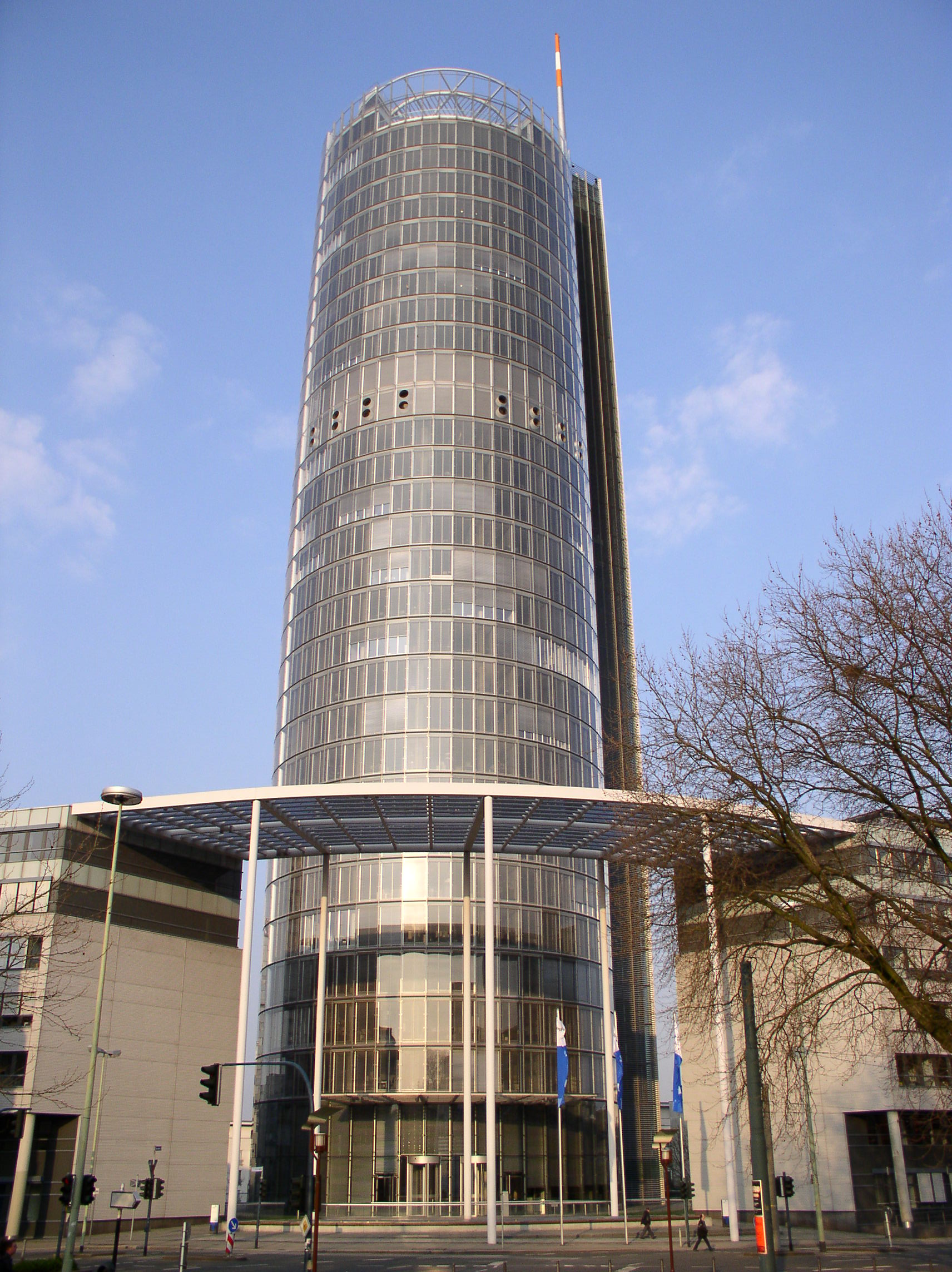
Antiguo sede de RWE en Essen (hoy sede de Westenergie, una filial de E.ON)

RWE AG (hasta 1990: Rheinisch-Westfälisches Elektrizitätswerk AG) es una empresa alemana del sector energético fundada en 1898, con sede en Essen. A través de sus filiales controla y distribuye energía eléctrica así como gas y agua principalmente en Europa y América del Norte. La RWE es el segundo productor de energía en Alemania después de E.ON. Opera en Estados Unidos a través de las subsidiarias American Water Works y CalAm (California American Water).

## Contribuciones al efecto invernadero
El 2013 el Climate Accountability Institute y el Carbon Disclosure Project emitieron un informe en donde se estableció que la transnacional alemana RWE, la empresa europea más grande en contribución en CO2, es responsable por el 0.5% de las emisiones de gases de efecto invernadero globales. Otro estudio de las mismas firmas estableció que el 71% de las emisiones globales de gases de efecto invernadero desde 1988 fueron producidas por solo 100 compañías de energía, incluida RWE.

### Caso Saúl Luciano contra RWE
El 24 de noviembre de 2015 Saúl Luciano inició una demanda por su responsabilidad en los deshielos de los glaciares por los efectos del calentamiento global antropogénico en Perú que amenazan con desbordar una laguna ante el Juzgado de Primera Instancia en Essen. El caso fue desestimado por el juzgado de Essen el 15 de diciembre de 2016. El 13 de noviembre de 2017 el Tribunal Superior de Justicia de Hamm decidió admitir la demanda de Saúl Luciano contra la transnacional alemana.
A fines de abril de 2019 la transnacional RWE emitió un comunicado oficial anunciando que no iba a construir más centrales térmicas con base en la quema de carbón e invertiría en energías renovables.

## Divisiones corporativas
- RWE Renewables GmbH: Se encarga de la producción de energía renovable.
- RWE Generation SE: Se encarga del suministro de la energía eléctrica a partir de gas y energía hidroeléctrica.
- RWE Power AG: Se encarga de la producción de energía a partir de la energía nuclear y lignito
- RWE Supply & Trading GmbH: Se encarga de la comercialización de la electricidad y de la energía a base de gas, carbón y petróleo.